# 樂樂播磨號列車
樂樂播磨（日语： Rakuraku Harima */?）是由西日本旅客鐵道（JR西日本）營運，行走於京都站至網干站之間的特別急行列車（通勤特急）。途經東海道本線和山陽本線（JR神戶線）。

## 概要
「樂樂播磨」是只於平日早上和黃昏行走的特急列車（通勤特急）。在當初開辦時，於平日晚上6時至8時之間，每小時設有1班列車從大阪站前往姬路站方向。大阪站至姬路站之間的所需時間比新快速快5至10分鐘，約1小時便完成行程。特急費用方面，J-WEST卡會員可透過「J-WEST免票」服務，以一個較平宜的價錢乘坐此列車。後來受到新冠疫情影響，在日本當局宣布緊急事態宣言後，由於增加確保座位（指定席）的需求增加。因此在2020年7月6日起，所有座位均變為指定席。
在JR特急列車中，此列車和「琵琶湖特快」、「遙」同樣，都是只於都市網絡內行走。這是16年來，再次開設於近畿圈到發的特急列車，對上一次是於2003年開設「琵琶湖特快」。

## 運行形態
「樂樂播磨」只於平日行走。早上通勤時段設有1班從姬路前往新大阪的列車。黃昏通勤時段設有1班從新大阪前往姬路的列車。

### 停車站
新大阪站 - 大阪站 - 三之宮站 - 神戶站 - 明石站 - 西明石站 - 大久保站 - 加古川站 - 姬路站
- 在黃昏時段，由於前後一班的特急列車「濱風5號」和「超級白兔13號」於近畿圈增加停車站關係，使「樂樂播磨」也同樣停靠相關停車站[4]。

### 使用車輛與編成
「樂樂播磨」是使用吹田綜合車輛所京都分所所屬的289系電動列車，以6卡編成行走。

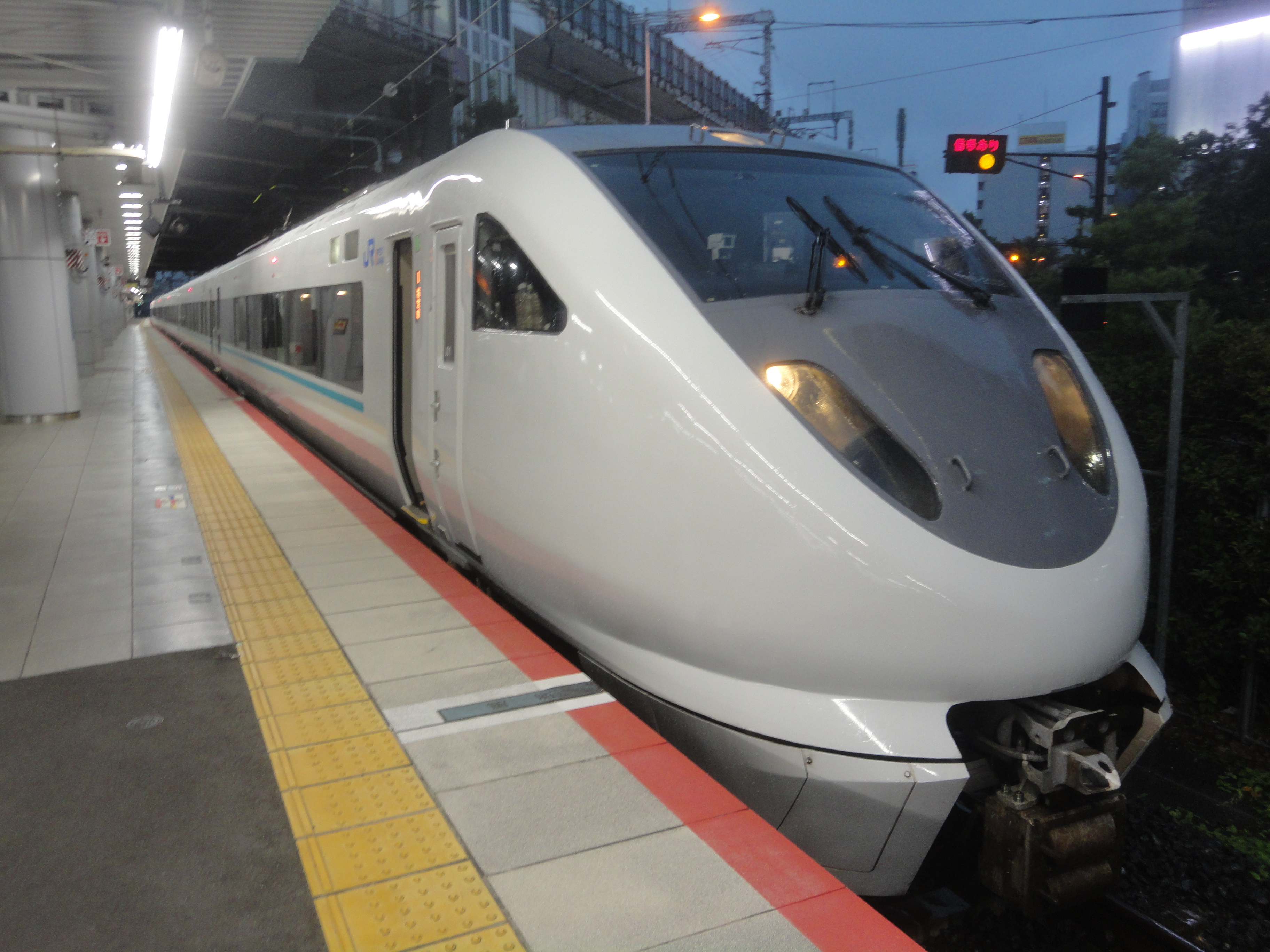
非貫通型車頭
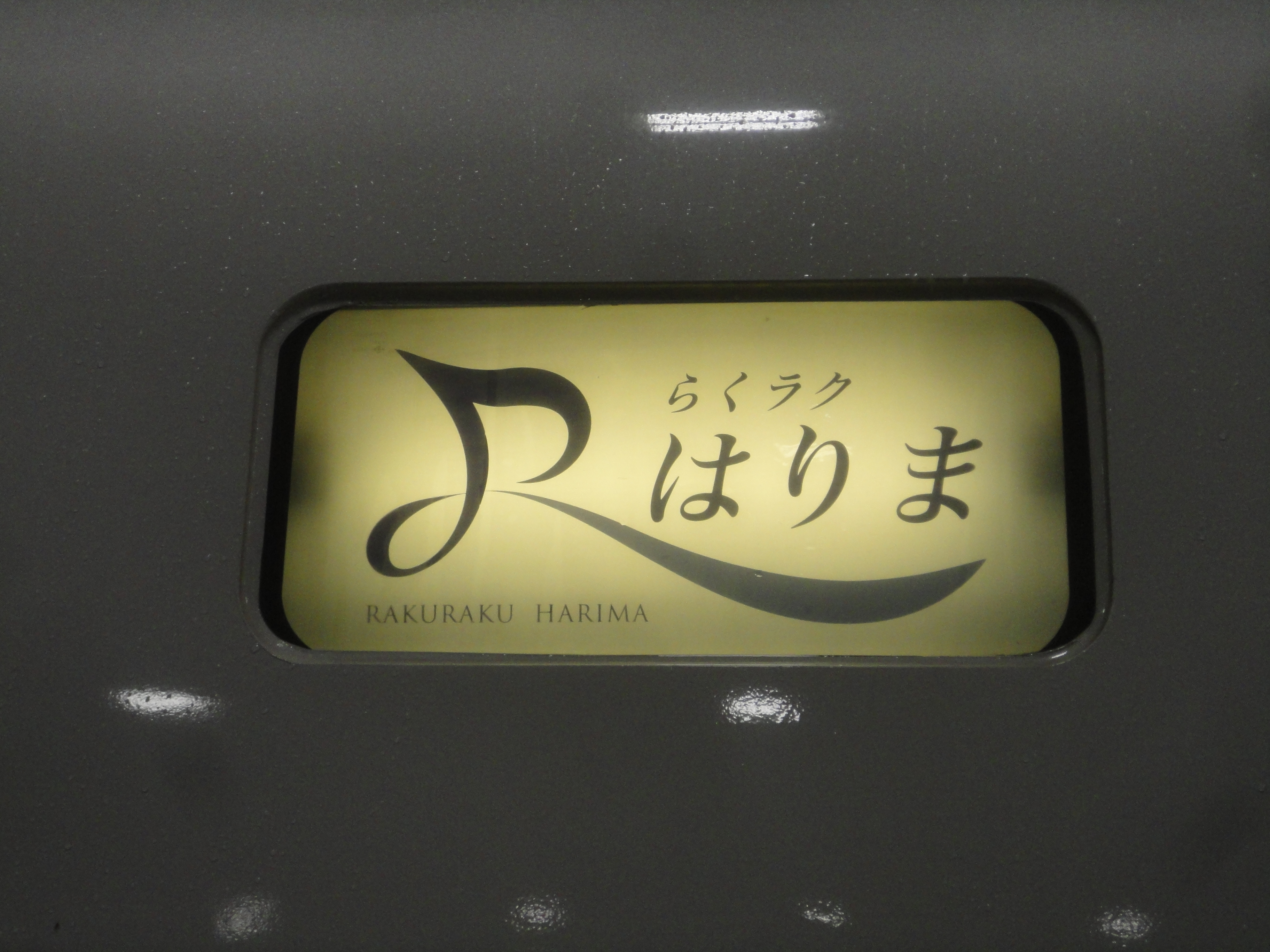
愛稱幕

## 歷史
- 2018年（平成30年）
  - 11月30日：發表在2019年春天起，開設特急列車行走於大阪站至姬路站之間。當時同時發表班次數量、停車站、使用車輛和特急費用[2]。
  - 12月14日：發表開始運行日與時間表[3][4]。
- 2019年（平成31年）3月18日：開始運行[3][4]。
- 2020年（令和2年）7月6日：所有座位變更為指定席[9]。
- 2021年（令和3年）3月15日：在3月13日實施的時間表修正中。由大阪站到發改為新大阪站到發。另外加停大久保站[10]。

## 注腳
1. ↑  . JR西日本.   [2020-04-30]. （原始内容存档于2023-04-04） （日语）.
2. 1 2 3 4 5   (新闻稿). 西日本旅客鐵道. 2018-11-30  [2018-12-05]. （原始内容存档于2023-04-04） （日语）.
3. 1 2 3 4 5   (PDF). 西日本旅客鐵道. 2018-12-14  [2018-12-14]. （原始内容存档 (PDF)于2021-12-10） （日语）.
4. 1 2 3 4 5 6 7 8   (PDF). 西日本旅客鐵道 近畿統括本部.   [2018-12-15]. （原始内容存档 (PDF)于2020-12-22） （日语）.
5. ↑  . MyNavi新聞. 2018-12-14  [2018-12-15]. （原始内容存档于2023-04-04） （日语）.
6. 1 2  . 朝日新聞Digital. 2018-12-07  [2018-12-15]. （原始内容存档于2023-04-04） （日语）.
7. ↑  . 乗りものニュース. 2018-11-30  [2018-12-15]. （原始内容存档于2023-04-04） （日语）.
8. ↑  . 神戶新聞NEXT. 2020-07-03  [2020-07-03]. （原始内容存档于2023-04-04） （日语）.
9. 1 2   (PDF) (新闻稿). 西日本旅客鉄道. 2020-06-25  [2020-12-22]. （原始内容 (PDF)存档于2020-09-28） （日语）.
10. ↑   (PDF) (新闻稿). 西日本旅客鉄道近畿統括本部. 2020-12-18  [2020-12-22]. （原始内容 (PDF)存档于2020-12-18） （日语）.

## 外部連結
- 樂樂播磨 289系：JR出門網 - 西日本旅客鐵道